# Зондербунд

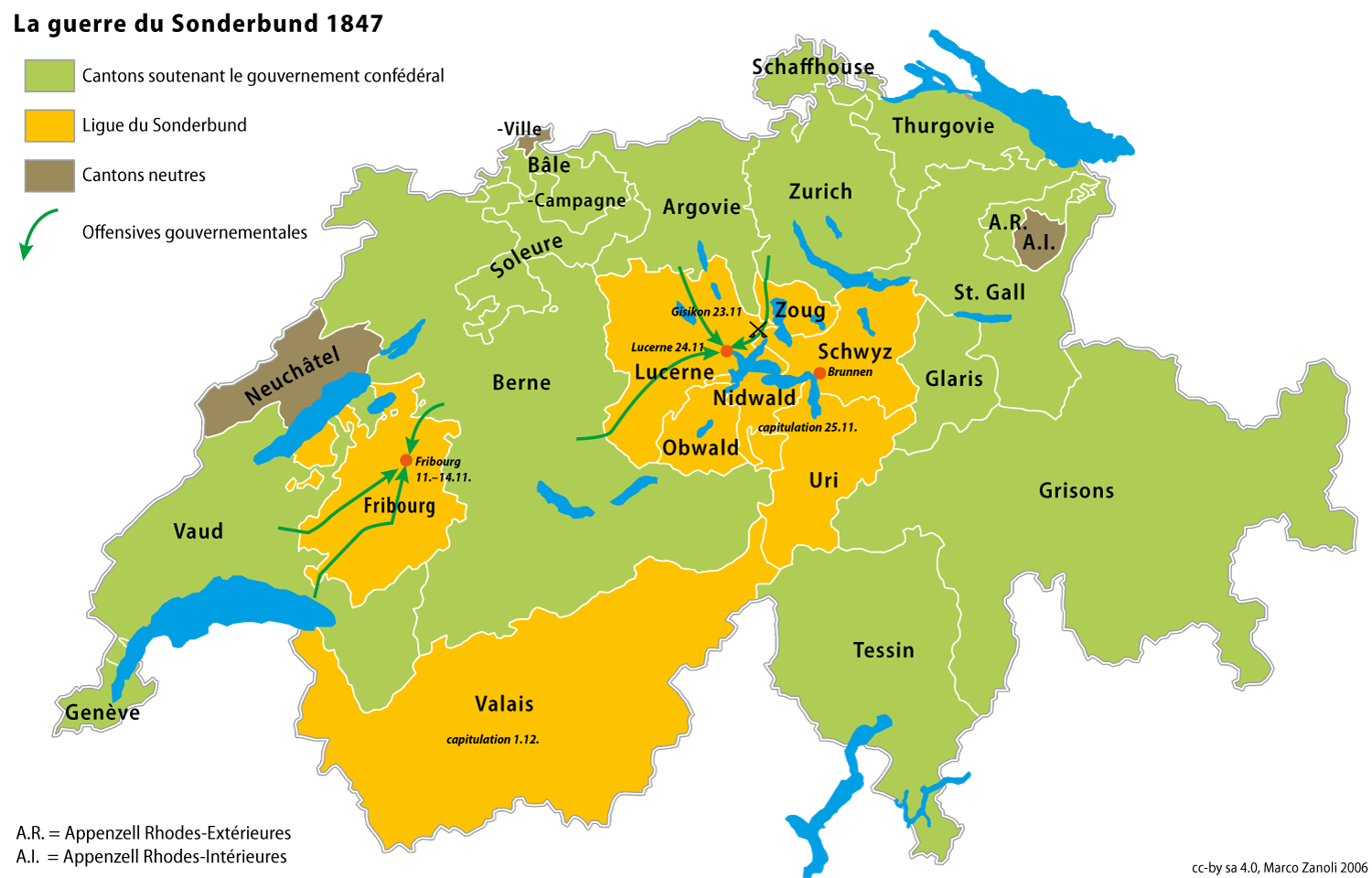
Кантони Зондербунду на карті Швейцарії (жовтий колір).

Зондербунд (нім. Sonderbund — особливий союз) — блок 7 консервативних кантонів Швейцарського союзу на чолі з католицькою церквою і верхівкою буржуазії. В союз входили такі кантони — Люцерн, Фрібур, Вале, Урі, Швіц, Унтервальден (тепер розділений на кантони Обвальден і Нідвальден) і Цуг. Створений у 1843—45 роках для протидії демократичним реформам, виступав за збереження політичної роздробленості швейцарської конфедерації. В 1847 році сейм Швейцарського союзу проголосив 3ондербунд розпущеним і запропонував кантонам вигнати єзуїтів. Після цього була розв'язана громадянська війна (листопад — грудень 1847), в якій 3ондербунд спирався на допомогу урядів Австрії і Франції. Союзна армія протягом місяця розбила збройні сили 3ондербунду.
За федеральною конституцією Швейцарського союзу, прийнятою 1848 року, Швейцарію було перетворено на єдину союзну державу.